# Deutsche Bahn
Deutsche Bahn AG (DB AG, abreviado) é uma empresa de transporte alemã com sede em Berlim. Foi criada em 1994 a partir da fusão das ferrovias estatais Deutsche Bundesbahn e "Deutsche Reichsbahn", que operava na Zona de Ocupação Soviética na Alemanha (SBZ, na sigla em alemão). A empresa pertence à República Federal da Alemanha é a maior operadora de transporte ferroviário e proprietária de infraestrutura da Europa Central e atua internacionalmente há vários anos. Em 2017, a rede ferroviária da Deutsche Bahn atingiu um comprimento de 33.488 km (20.808 mi).
A Deutsche Bahn oferece serviços de transporte ferroviário de cargas e passageiros e opera sua infraestrutura na Alemanha e globalmente por meio de suas subsidiárias. A DB AG também fornece serviços de ônibus e outros serviços de transporte intermodal por via marítima e aérea, mas o principal negócio da empresa é a ferrovia na Alemanha, onde atende 7 milhões de passageiros por dia e transporta cerca de 271 milhões de toneladas de carga. No fim de 2017, operava 1.073 milhão de km (666.731 mi) de caminho de trem, onde cerca de 28 mil trens circulavam por dia no mesmo período. A empresa também serve cerca de 5,7 milhões de passageiros por dia na Alemanha por meio de ônibus.

## História
Enquanto a origem da rede ferroviária na Alemanha remonta a 7 de dezembro de 1835, quando a locomotiva a vapor "Adler" puxou noves carros com cerca de 200 passageiros por 6 km (3.7 mi) em uma rota entre Nurembergue e Fürth, a Deutsche Bahn tem um desenvolvimento relativamente recente na história da ferrovia alemã. Fundada em 1 de janeiro de 1994 como uma sociedade por ações, a Deutsche Bahn foi projetada para operar as ferrovias da antiga Alemanha Oriental e Ocidental após a reunificação em outubro de 1990 como uma empresa única, uniforme e privada.
Há três períodos principais de desenvolvimento da ferrovia alemã unificada: sua formação, seus primeiros anos (1994–1999), e o período de 1999 até o presente. Até 2017, todas as suas ações eram de propriedade da República Federal da Alemanha, mas existem planos e estudos para a privatização da empresa.
A DB AG adotou a abreviação e o logo DB da estrada de ferro do Estado da Alemanha Ocidental Deutsche Bundesbahn, sendo que o logo foi modernizado e é às vezes chamado de "Dürrkeks" (em homenagem a Heinz Dürr, o primeiro presidente da DB) em um jogo de palavras significando  "biscoito magro".
A princípio, a sede da DB situava-se em Frankfurt am Main, mas em 1996 foi transferida para a Potsdamer Platz no centro de Berlim, onde atualmente se localiza em uma torre de 26 andares construída por Helmut Jahn, que localiza-se no extremo oeste da Sony Center e é 
aprópriamente chamado BahnTower. Como o contrato de aluguel expira em 2010, a DB anunciou ter planos de mudar a sede para Berlin Hauptbahnhof.  A DB considerou brevemente se mudar para Hamburgo, mas esses planos foram abandonados após pressões políticas.

## Subdivisões corporativas
O grupo DB está dividido em três grupos operativos principais que consistem de certo número de subsidiárias. Todas estas subsidiárias são empresas independentes por direito próprio, apesar de que 100% de suas ações pertencerem a DB.
- Mobilidade: Transporte de passageiros (como DB Regio, DB Fernverkehr (antes DB Reise&Touristik), DB AutoZug, DB Stadtverkehr, DB Vertrieb (antes Service Center Vertrieb), Autokraft, DB Dialog, entre outras),
- Redes: Infra-estrutura e serviços de comunicações (DB Netz, DB Services, DB Fahrzeuginstandhaltung, DB Telematik, DB Systems, DB Energie, DB Fuhrpark, DB Sicherheit, DB Kommunikationstechnik, DB ProjektBau, DB Station&Service, entre outras), e
- Logística: Transporte de mercadorias e logística (Stinnes AG, com suas subsidiárias Schenker AG, BAX Global e Railion, antes DB Cargo).

## Membros da diretoria
- Hartmut Mehdorn (Presidente desde 16 de dezembro de 1999), que trabalhou antes em aeronáutica de 1966 até 1995, em empresas como Focke-Wulf, Airbus e DASA,
- Diethelm Sack (finanças e controle),
- Margret Suckale (recursos humanos), que trabalhou anteriormente para a Mobil Oil,
- Dr. Otto Wiesheu (economia e política), que foi o ministro bávaro de economia e transportes de 1993 a 2005,
- Roland Heinisch (interconexão de rotas de treins)
- Dr. Karl-Friedrich Rausch (tráfico de passageiros), que foi presidente da Lufthansa de 1985 a 2000,
- Dr. Norbert Bensel (transporte e logística), ex-Daimler-Benz Aerospace, e
- Stefan Garber (infra-estrutura e serviços).

Dr. Werner Müller é o atual diretor da junta supervisora da empresa (assim como também o é nas empresas Degussa e Ruhrkohle AG).
Os anteriores presidentes da diretoria da DB foram, 
- Heinz Dürr, de 1994 até 1997, que chegou a ser, posteriormente, diretor da junta supervisora, e
- Johannes Ludewig, de 09 de julho de 1997 até 30 de setembro de 1999.